# Hepworth (cràter)
Hepworth és un cràter d'impacte en el planeta Venus de 62,6 km de diàmetre. Porta el nom de Barbara Hepworth (1903-1975), escultora britànica, i el seu nom va ser aprovat per la Unió Astronòmica Internacional el 1991.